# Mike Mogis
Michael "Mike" Riley Mogis, född 16 maj 1974 i North Platte i Nebraska, är en amerikansk musiker och skivproducent. Han är grundare och ägare av inspelningsstudion Presto! Recording Studios tillsammans med sin bror A. J. Mogis. Mike Mogis har spelat in, producerat och medverkat på många av de skivor som släppts genom Saddle Creek Records, däribland utgivningar av Bright Eyes, The Faint, Rilo Kiley, Cursive, The Good Life, Lullaby for the Working Class, Jenny Lewis, Tilly and the Wall och Elizabeth & The Catapult.
Han spelar numera permanent i Bright Eyes.